# Mopria
Mopria（モプリア）とは、スマートフォンやタブレットなどのモバイル機器から、個別のドライバーを必要とせずにワイヤレスで印刷をするための規格である。プリンターメーカーなどで構成する業界団体Mopria Allianceが、規格の策定や普及活動を行っている。

## 概要
2013年9月にHPやキヤノンなどを中心とするMopria Allianceが発足し、エプソンやブラザーなど主要プリンターメーカー各社が名を連ねている。
通常、モバイル機器からプリンターへ印刷するためには、プリンターメーカーや機種ごとに専用のアプリケーション（ドライバー）をユーザーがインストールしなければならないが、Mopriaに対応したプリンターであれば、各機種ごとのアプリをインストールせずにMopriaプラグインを通じて印刷が可能である。同様の仕組みとして、AppleのAirPrintやGoogleのGoogle Cloud Printなどがある。
2014年から、Android 4.4（KitKat）用のMopriaプラグインの公開、およびMopria対応プリンターが発売されている。2015年現在ではAndroidのみのサポートとなっているが、Mopria Allianceでは、他のOSやプラットフォームに対しても拡大していくとしている。